# زندگی ناگوار نیست؟
زندگی ناگوار نیست؟ (به انگلیسی: Isn't Life Terrible?) یک فیلم صامت کوتاه کمدی است که در سال ۱۹۲۵ منتشر شد.

## بازیگران
- چارلی چیس
- اولیور هاردی
- لیو ویلیس
- فی ری
- چارلی هال
- ویلیام گیلسپی
- سَـمی بروکس
- چارلز استیونسون
- دوروتی موریسون
- لان پاف